# Sister Kinderhook
Sister Kinderhook è un album in studio del gruppo musicale statunitense Rasputina, pubblicato nel 2010.

## Tracce
Tutte le tracce sono state scritte da Melora Creager.
1. Sweet Sister Temperance – 4:46
2. Holocaust of Giants – 2:58
3. The 2 Miss Leavens – 3:41
4. My Night Sky – 4:19
5. Olde Dance – 1:59
6. Humankind, As the Sailor – 2:36
7. Calico Indians – 5:54
8. Snow-Hen of Austerlitz – 3:49
9. Dark February – 3:51
10. Utopian Society – 1:27
11. Afternoon of the Faun – 3:18
12. Kinderhook Hoopskirt Works – 4:18
13. Meant to Be Dutch – 4:29
14. This, My Porcelain Life – 3:21